# Neolythria flavifracta
Neolythria flavifracta är en fjärilsart som beskrevs av Eugen Wehrli 1934. Neolythria flavifracta ingår i släktet Neolythria och familjen mätare. Inga underarter finns listade i Catalogue of Life.